# KkStB 37 sorozatú szerkocsi
A kkStB 37 sorozatú szerkocsi egy szerkocsitípus volt az osztrák  cs. kir. Államvasutak (kkStB)-nél, melyek  eredetileg az Osztrák–Magyar Államvasút-Társaság-tól (StEG) származtak.
A StEG ezeket a szerkocsikat 1866 és 1904 között szerezte be saját gyárágól a  StEG 33, StEG 34.0, StEG 34.5, StEG 35, StEG 38.5 és a StEG 42 sorozatú mozdonyaihoz.
Az államosítás utána sorozat a kkStB-nél 37 szerkocsi sorozatként lett beszámozva. Mindvégig a StEG eredetű mozdonyokkal maradtak kapcsolva.

## Fordítás
- Ez a szócikk részben vagy egészben  a   kkStB Tenderreihe 37 című német Wikipédia-szócikk fordításán alapul.  Az eredeti cikk szerkesztőit annak laptörténete sorolja fel. Ez a jelzés csupán a megfogalmazás eredetét és a szerzői jogokat jelzi, nem szolgál a cikkben szereplő információk forrásmegjelöléseként. Az eredeti szócikk forrásai szintén ott találhatóak.